# Boîte aux lettres électronique
Une boîte aux lettres électronique (abr. BALE) est la destination vers laquelle les courriels sont livrés. C'est l'équivalent d'une boîte aux lettres dans le système postal.

## Définition
Une boîte aux lettres est identifiée par une adresse électronique. Cependant, toutes les adresses électroniques ne correspondent pas à un espace de stockage. Le terme « pseudo-boîte aux lettres » est parfois utilisé pour faire référence à une adresse qui ne correspond pas à un magasin de courrier définitif. Un renvoi de courrier électronique (en) peut être appliqué pour atteindre les destinataires finaux à partir de ces adresses. Les listes de diffusion électroniques et les alias de courriel en sont des exemples typiques.
La RFC 5321 définit une adresse électronique comme une chaîne de caractères qui identifie un utilisateur à qui le courrier électronique sera envoyé ou à un emplacement dans lequel le courriel sera déposé. Le terme boîte aux lettres se réfère à ce dépositaire. En ce sens, les termes boîte aux lettres et adresse peuvent être utilisés de façon interchangeable.
La RFC 5322 définit une boîte aux lettres électronique comme suit : une boîte aux lettres électronique reçoit le courrier, c'est une « entité conceptuelle » qui ne concerne pas nécessairement le stockage des fichiers. Cette définition illustre que certains sites peuvent choisir d'imprimer du courrier sur une imprimante et de transmettre la sortie au bureau du destinataire, tout comme une transmission de fax traditionnelle.

## Accès
L'accès à une boîte aux lettres est généralement contrôlé par un fournisseur de messagerie électronique. Habituellement, n'importe qui peut envoyer des messages à une boîte aux lettres tandis que seuls les utilisateurs authentifiés peuvent lire ou supprimer des courriels de leurs propres boîtes aux lettres. Un client de messagerie récupère les messages d'une ou plusieurs boîtes aux lettres. La base de données (fichier, répertoire, système de stockage) dans laquelle le client stocke les messages s'appelle la boîte aux lettres locale. 

### Accès en lecture
Les protocoles client-serveur populaires pour récupérer les messages sont les suivants :
- POP : méthode qui convient le mieux pour lire des messages à partir d'un seul ordinateur client. Généralement, les messages sont supprimés de la boîte aux lettres du serveur après récupération. Quoi qu'il en soit, la copie principale d'un message est celle de la boîte aux lettres locale.
- IMAP : conçu pour récupérer des messages de plusieurs clients en permettant la gestion à distance de la boîte aux lettres du serveur. Les copies maître restent sur le serveur, mais une copie peut être enregistrée localement. Les messages et les dossiers sont synchronisés avec le serveur.
- Messagerie web : les messages sont envoyés au navigateur d'un utilisateur dans un format défini par le serveur. Les copies maîtres restent sur le serveur, éventuellement dans le format d'origine, qui peut être téléchargeable.

Le protocole IMAP et la messagerie web peuvent aller de pair et se combinent idéalement, il est le mieux adapté à une consultation des courriels depuis différent client de messagerie (client lourd ou messagerie web). Le protocole POP peut être compatible avec eux s'il est configuré pour laisser des messages sur le serveur.
Le format de message Internet (IMF pour Internet Message Format en anglais) est actuellement défini par la RFC 5322 et remonte à 1982 (RFC 822). C'est le format de données que les clients de messagerie (POP ou IMAP) récupère.

### Accès en écriture
Les messages envoyés à une boîte aux lettres sont écrits par un agent de distribution du courriel dans la boîte aux lettres locale du serveur qui, pour les utilisateurs distants, est une boîte aux lettres distante qu'ils possèdent sur ce serveur. Les clients IMAP peuvent copier, déplacer et supprimer des messages et des dossiers dans des boîtes aux lettres distantes.

## Quota de taille
Les boîtes aux lettres ont une taille limitée, soit déterminée implicitement par la mémoire disponible, soit après la définition de quotas pour l'ensemble des boîtes aux lettres ou pour chaque dossier. Outre les questions administratives, les limites des quotas aident à atténuer les attaques par bombardement de courrier électronique.
Une prorogation du quota IMAP en version 4 a été normalisée en 1997 avec la RFC 2087.

## Format de stockage
Tous les types de base de données peuvent être utilisés pour stocker des messages électroniques. Cependant, une certaine standardisation a abouti à la création de plusieurs formats de fichiers adaptés à différentes applications bien connus pour permettre l'accès à une boîte aux lettres électronique. Il existe deux types de formats largement utilisés :
- Le format Mbox est une technique originale de stockage de tous les messages dans un seul fichier ;
- Maildir est une nouvelle spécification qui permet de stocker tous les messages dans une arborescence de répertoires, avec un fichier pour chaque message.

## Nom de boîte aux lettres
Un nom de boîte aux lettres est la première partie d'une adresse électronique, également appelée « partie locale » (local-part en anglais) ; C'est-à-dire la partie avant le caractère « @ ». Son format est formellement spécifié dans la RFC 5322 et la RFC 5321. Il s'agit souvent du nom de destinataire sur le serveur de messagerie ou dans le domaine de destination.
La partie locale peut être constitué de 64 caractères au maximum et, en théorie, elle est sensible à la casse. Il peut s'agir d'une séquence de caractères valides (décrites ci-dessous) ou d'une chaîne entre guillemets, qui peut également contenir des espaces et des caractères spéciaux. En utilisant la commande SMTPUTF8 du protocole SMTP étendu (en), il est également possible d'utiliser des caractères non-ASCII. Un certain niveau de discernement est nécessaire à la création de nouveaux noms de boîte aux lettres, afin d'éviter des pièges courants. Dans le texte de la RFC 5321, il est conseillé d'être prudent en imposant certaines restrictions.